# Johanna Mierendorff
Johanna Mierendorff (* 1966 in Berlin) ist eine deutsche Sozialpädagogin und Hochschullehrerin.

## Leben
Mierendorff absolvierte von 1986 bis 1991 ein Studium der Erziehungswissenschaften mit dem Schwerpunkt Sozialpädagogik an der TU Berlin. Dieses schloss sie als Diplompädagogin ab. Im Anschluss war sie bis 1994 Stipendiatin der Deutschen Forschungsgemeinschaft im Graduiertenkolleg „Lebenslauf und Sozialpolitik“ an der Universität Bremen. Von 1995 bis 1996 war sie als Wissenschaftliche Mitarbeiterin am Sonderforschungsbereich 186 der Universität Bremen im Projekt „Übergänge in den Beruf“ (Walter Heinz) tätig. Im Juli 1996 promovierte sie an der Universität Bremen. Im Anschluss war sie von 1996 bis 1999 Wissenschaftliche Mitarbeiterin im DFG-Projekt „Sozialhilfedynamik in den neuen Bundesländern“ an der Universität Halle-Wittenberg bei Thomas Olk. In den Jahren 2000 bis 2007 arbeitete sie als Wissenschaftliche Assistentin ebenfalls bei Thomas Olk an der Universität Halle-Wittenberg im Fachbereich Erziehungswissenschaften. Von 2008 bis 2009 übernahm Mierendorff eine Vertretungsprofessur für Sozialpädagogik an der Universität Trier. Mierendorff habilitierte sich 2009 an der Universität Hildesheim im Fach Sozialpädagogik. Seit 2009 ist sie Inhaberin der Professur für Sozialpädagogik mit dem Schwerpunkt Pädagogik der frühen Kindheit an der Universität Halle-Wittenberg. Seit September 2018 ist sie dort zudem Prorektorin für Personal, Personalentwicklung und Struktur.
Mierendorffs Forschungsschwerpunkte sind der Wandel der frühen Kindheit, Kindheits- und Jugendforschung sowie Kinder- und Familienpolitik.
Mierendorff ist Mutter von zwei Kindern.

## Schriften (Auswahl)
- Zusammenleben mit Kindern. Auswirkungen auf die Planung elterlicher Lebensläufe, Diss., Universität Bremen, 1996.
- Kindheit und Wohlfahrtsstaat. Entstehung, Wandel und Kontinuität des Musters moderner Kindheit (Zugl.: Hildesheim, Univ., Habil.-Schr.), Juventa, Weinheim/München 2010, ISBN 978-3-7799-1549-2.
- mit Helga Kelle (Hrsg.): Normierung und Normalisierung der Kindheit, Beltz Juventa, Weinheim/Basel 2013, ISBN 978-3-7799-1555-3.
- mit Anna Fangmeyer (Hrsg.): Kindheit und Erwachsenheit in sozialwissenschaftlicher Forschung und Theoriebildung, Beltz Juventa, Weinheim/Basel 2017, ISBN 978-3-7799-1559-1.